# Edu Lobo

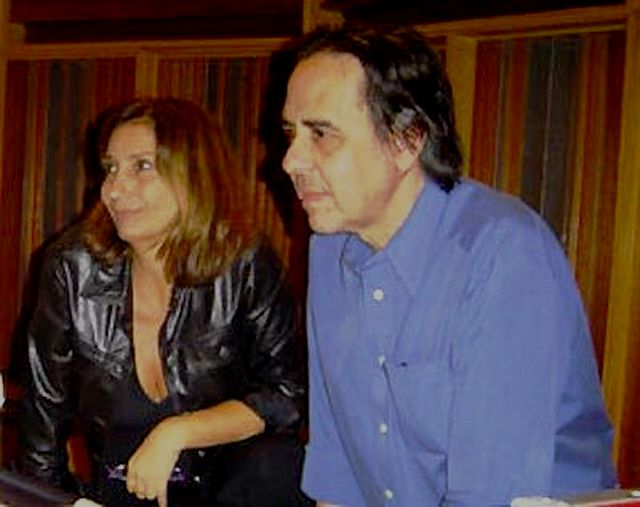
Edu Lobo mit Zizi Possi

Eduardo de Góes (Edu) Lobo (* 29. August 1943 in Rio de Janeiro) ist ein brasilianischer Sänger, Arrangeur und Komponist. Er wurde in den 1960er Jahren durch den Bossa Nova bekannt und gilt als eine der treibenden Kräfte der Música Popular Brasileira. 

## Leben und Wirken

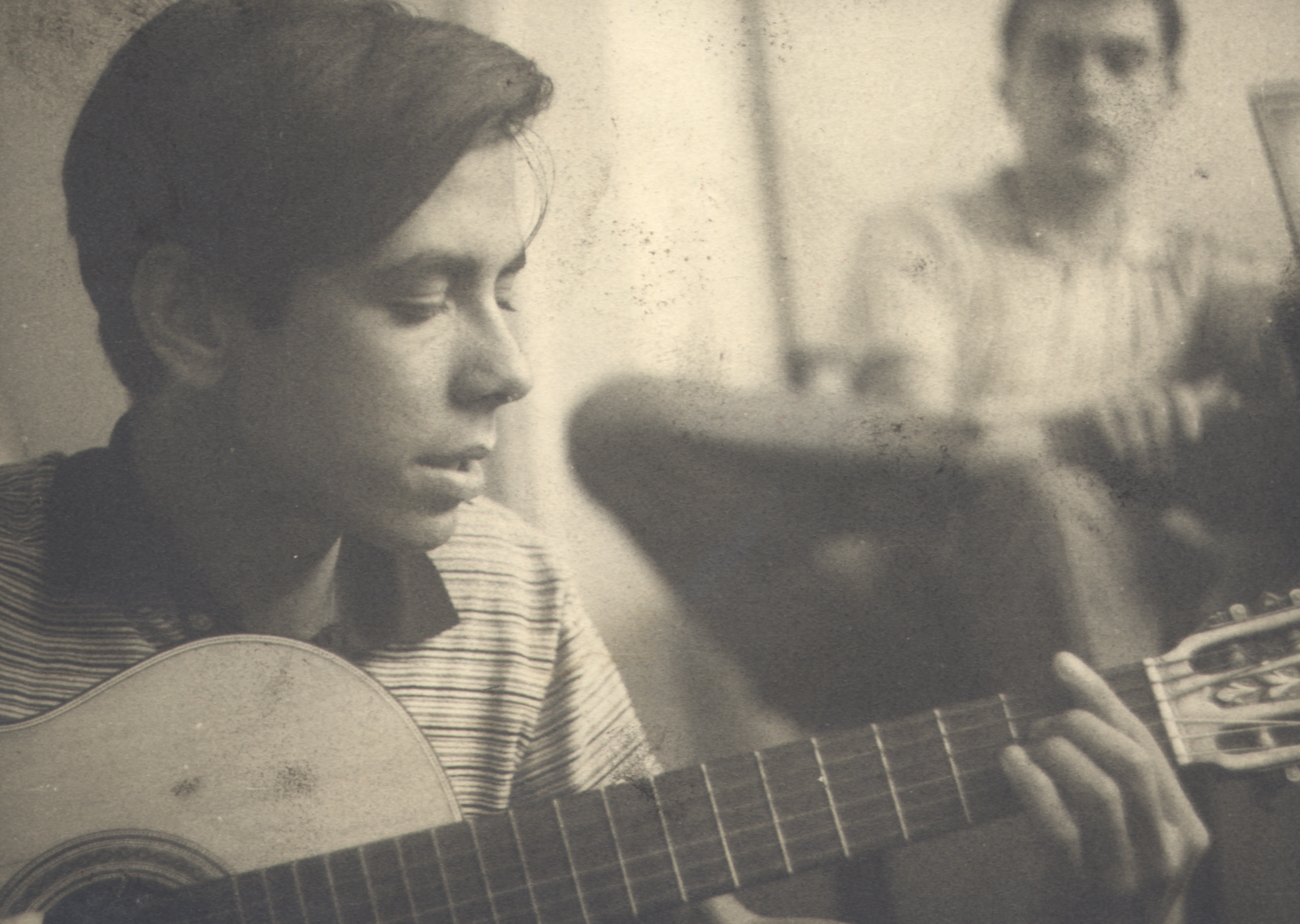
Edu Lobo, 1963

Lobo, dessen Vater der Komponist Fernando Lobo war, gründete mit 18 Jahren ein erstes Trio mit Dori Caymmi und Marcos Valle. Seit 1962 arbeitete er beim Songwriting mit dem Textdichter Vinícius de Moraes zusammen. Beeinflusst durch das Schaffen von Antônio Carlos Jobim, João Gilberto und Baden Powell legte er 1963 sein Debütalbum A música de Edú Lobo por Edú Lobo vor; im gleichen Jahr schrieb er die Musik für das Theaterstück Os azerados mais os benvidos von Oduvaldo Vianna Filho, dem weitere Kooperationen im Theaterbereich folgen sollten. Mit Nara Leão und dem Tamba Trio legte er 1965 das Album Cinco na bossa vor. Im selben Jahren wurde er mit seiner Komposition „Arrastão“, die ein Hit für die Sängerin Elis Regina wurde, auf dem ersten jährlichen Festival der Música Popular Brasileira gefeiert. 1967 folgte ein weiterer Erfolg mit „Ponteio“. 
Ende der 1960er weilte er in den USA, wo es zur Zusammenarbeit mit dem Saxophonisten Paul Desmond kam; dann tourte er mit Sérgio Mendes & Brasil 66. Nach seiner Rückkehr nach Brasilien war er auch als Filmkomponist tätig. Zu seinen Kompositionen zählen weiterhin Pra dizer adeus und Upa neguinho. Er arbeitete auch mit Toots Thielemans, Monica Salmaso, Sarah Vaughan, Earth, Wind & Fire sowie Caterina Valente zusammen.

## Privates

Edu Lobo, 1967

Von 1969 bis 1982 war Lobo mit der Bossa-Nova-Sängerin Wanda Sá verheiratet, die ihre Gesangskarriere während dieser Zeit unterbrach, aber Ende der 1980er Jahre ihre Musiklaufbahn wieder aufnahm. Das Paar hatte drei Kinder.

## Diskografie
- A música de Edu Lobo por Edu Lobo – Edu Lobo, 1965 Elenco
- Edu canta Zumbi – Edu Lobo / Augusto Boal / Gianfrancesco Guarnieri, 1965 Som Maior
- Edu & Bethânia – Edu Lobo / Maria Bethânia, 1966 Elenco
- Reencontro – Sylvia Telles / Edu Lobo / Tamba Trio / Quinteto Villa-Lobos, 1966 Elenco
- Edu – Edu Lobo, 1967 Philips
- Paul Desmond: From the Hot Afternoon, 1969 A&M
- Sérgio Mendes presents Lobo – Edu Lobo, 1970 A&M
- Cantiga de longe – Edu Lobo, 1970 Elenco
- Missa breve – Edu Lobo / Milton Nascimento, 1972 EMI Odeon
- Deus lhe pague – Varios / Several, 1976 EMI Odeon
- Limite das águas – Edu Lobo, 1976 Continental
- Camaleão – Edu Lobo, 1978 Philips
- Tempo presente – Edu Lobo, 1980 Polygram
- Edu & Tom – Edu Lobo / Tom Jobim, 1981 Polygram
- Jogos de dança – Edu Lobo, 1981 Som Livre
- O grande circo místico – Milton Nascimento / Jane Duboc / Gal Costa / Simone / Gilberto Gil / Tim Maia / Zizi Possi / Chico Buarque / Edu Lobo, 1983 Som Livre
- Dança da meia lua – Edu Lobo, 1985 Sigla
- O corsário do Rei – Fagner / Edu Lobo / Chico Buarque / Blitz / Gal Costa / MPB4 / Nana Caymmi / Lucinha Lins / Tom Jobim / Zé Renato / Claudio Nucci / Ivan Lins / Marco N, 1985 Som Livre
- Rá-tim-bum – Boca Livre / Caetano Veloso / Joyce / Maíra / Quarteto Quatro por Quatro / Zé Renato / Edu Lobo / Jane Duboc / Rosa Maria, 1989 Som Livre
- Corrupião – Edu Lobo, 1993 Velas
- Meia noite – Edu Lobo / Dori Caymmi, 1995 Velas
- Songbook Edu Lobo – Varios / Various, 1995 Lumiar Discos
- Album de teatro – Edu Lobo / Chico Buarque, 1997 BMG
- Cambaio – Edu Lobo / Chico Buarque / Gal Costa / Lenine / Zizi Possi, 2002 BMG
- Tantas marés – Edu Lobo, 2010 Biscoito Fino
- Edu Lobo & Metropole Orkest – Metropole Orkest feat. Edu Lobo, 2012 Biscoito Fino
- Dos navigantes – Edu Lobo / Romero Lubambo / Mauro Senise, 2017 Biscoito Fino
- Quase memória – Edu Lobo, 2019 Biscoito Fino